# Бисинген (Баварска)
Бисинген (њем. Bissingen) град је у њемачкој савезној држави Баварска. Једно је од 27 општинских средишта округа Дилинген ан дер Донау. Према процјени из 2010. у граду је живјело 3.511 становника. Посједује регионалну шифру (AGS) 9773117.

## Географски и демографски подаци
Бисинген се налази у савезној држави Баварска у округу Дилинген ан дер Донау. Град се налази на надморској висини од 454 метра. Површина општине износи 64,2 km².

## Становништво
У самом граду је, према процјени из 2010. године, живјело 3.511 становника. Просјечна густина становништва износи 55 становника/km².